# لیگ دسته اول فوتبال ارمنستان ۲۰۰۴
فصل ۲۰۰۴ لیگ دسته اول فوتبال ارمنستان در ۱ مه ۲۰۰۴ آغاز شد و در ۱۵ نوامبر ۲۰۰۴ به پایان رسید. پیونیک-۲ قهرمان لیگ شد، اما به دلیل اینکه تیم ذخیره بود نتوانستن به لیگ برتر فوتبال ارمنستان صعود کند. در نتیجه تیم دوم جدول، باشگاه فوتبال لرناین آرتساخ صعود کرد.

## نمای کلی
- باشگاه فوتبال آراکس آرارات و باشگاه فوتبال لرناین آرتساخ به ترتیب سقوط کرده و از لیگ برتر فوتبال ارمنستان کنار رفتند.
- دینامو اف‌ای ایروان به باشگاه فوتبال دینامو ایروان تغییر نام داد.
- باشگاه فوتبال اسپارتاک ایروان به عنوان تیم ذخیره باشگاه فوتبال بانانتس شد و در نتیجه باشگاه فوتبال باناتاس-۲ نامیده شد
- باشگاه فوتبال زنیت چارنتساوان و باشگاه فوتبال دینامو-وی‌زد تیم‌های ذخیره باشگاه فوتبال بانانتس بودند.
- باشگاه فوتبال آرارات ایروان در سال ۲۰۰۳ از لیگ برتر اخراج شد، بنابراین فصل ۲۰۰۴ را در لیگ دسته اول شروع کرد.
- تیم‌های ذخیره همچون باشگاه فوتبال پیونیک-۲، نتوانستند صعود کنند.

## جدول لیگ
| رتبه | تیم                            | بازی | برد | مساوی | باخت | گل زده | گل خورده | گل تفاضل | امتیاز | صعود                                                                                               |
| ---- | ------------------------------ | ---- | --- | ----- | ---- | ------ | -------- | -------- | ------ | -------------------------------------------------------------------------------------------------- |
| ۱    | باشگاه فوتبال پیونیک           | ۳۰   | ۲۷  | ۲     | ۱    | ۹۸     | ۲۱       | ۷۷+      | ۸۳     | قهرمانی                                                                                            |
| ۲    | باشگاه فوتبال لرناین آرتساخ    | ۳۰   | ۲۲  | ۶     | ۲    | ۸۲     | ۲۰       | ۶۲+      | ۷۲     | صعود به لیگ برتر فوتبال ارمنستان ۲۰۰۶. قهرمانان نتوانستند صعود کنند.                               |
| ۳    | باشگاه فوتبال گاندزاسار کاپان  | ۳۰   | ۱۷  | ۶     | ۷    | ۵۲     | ۳۲       | ۲۰+      | ۵۷     | |
| ۴    | باشگاه فوتبال واغارشاپات       | ۳۰   | ۱۷  | ۳     | ۱۰   | ۶۱     | ۴۲       | ۱۹+      | ۵۴     | |
| ۵    | باشگاه فوتبال میکا             | ۳۰   | ۱۵  | ۹     | ۶    | ۴۸     | ۲۵       | ۲۳+      | ۵۴     | |
| ۶    | باشگاه فوتبال آراکس آرارات     | ۳۰   | ۱۶  | ۳     | ۱۱   | ۵۷     | ۳۱       | ۲۶+      | ۵۱     | |
| ۷    | باشگاه فوتبال آرارات ایروان    | ۳۰   | ۱۶  | ۱     | ۱۳   | ۸۳     | ۵۰       | ۳۳+      | ۴۹     | |
| ۸    | باشگاه فوتبال اورارتو          | ۳۰   | ۱۳  | ۹     | ۸    | ۴۰     | ۳۰       | ۱۰+      | ۴۸     | |
| ۹    | باشگاه فوتبال پیونیک           | ۳۰   | ۱۳  | ۴     | ۱۳   | ۵۶     | ۴۷       | ۹+       | ۴۳     | |
| ۱۰   | باشگاه فوتبال اورارتو          | ۳۰   | ۱۱  | ۶     | ۱۳   | ۴۶     | ۴۸       | ۲−       | ۳۹     | |
| ۱۱   | باشگاه فوتبال لوکوموتیو ایروان | ۳۰   | ۸   | ۶     | ۱۶   | ۲۹     | ۵۱       | ۲۲−      | ۳۰     | |
| ۱۲   | باشگاه فوتبال دینامو ایروان    | ۳۰   | ۹   | ۱     | ۲۰   | ۵۲     | ۷۲       | ۲۰−      | ۲۸     | |
| ۱۳   | باشگاه فوتبال اولیس            | ۳۰   | ۷   | ۳     | ۲۰   | ۴۶     | ۸۳       | ۳۷−      | ۲۴     | |
| ۱۴   | باشگاه فوتبال لوری             | ۳۰   | ۷   | ۶     | ۱۷   | ۳۵     | ۶۸       | ۳۳−      | ۲۴     | |
| ۱۵   | باشگاه فوتبال اولیس            | ۳۰   | ۶   | ۳     | ۲۱   | ۳۴     | ۸۹       | ۵۵−      | ۲۱     | |
| ۱۶   | باشگاه فوتبال نورک ماراش       | ۳۰   | ۲   | ۰     | ۲۸   | ۷      | ۱۱۷      | ۱۱۰−     | ۳      | کناره‌گیری در میانه فصل. بازی‌های انجام نشده مقابل تیم‌های حریف با نتیجه ۰–۳ به سودشان به پایان رسید. |

1. 1 2  باشگاه فوتبال لوری و باشگاه فوتبال نورک ماراش
 ۳ امتیاز را از دست دادند.
2. ↑  باشگاه فوتبال نورک ماراش کناره‌گیری پس از بازی هفته 26.